# Josefine Pagay
Josefine Pagay (geboren 15. Dezember 1849 in Wien als Josephine Papigay; gestorben 18. November 1892 in Berlin) war eine österreichische Theaterschauspielerin und Operettensängerin (Sopran).

## Leben
Pagay war die Tochter des Börsensensals Moritz Viktor Papigay und der Charlotte geb. Perretz. Sie wuchs jüdisch auf, konvertierte aber später zum Katholizismus. Ihren ersten Bühnenversuch wagte sie als 14-jähriges Mädchen am Quaitheater in Wien, und zwar als „Cupido“ in „Orpheus in der Unterwelt“ und es dauerte nicht lange, so wurde aus der schüchternen Anfängerin eine der feschesten und kecksten Soubretten. Pagays pointierter Coupletvortrag voll Temperament, ihr Frohsinn, ihr Humor, ihre hinreißende Liebenswürdigkeit, ihre elektrisierende Darstellungsgabe machten sie zum Liebling eines jeden Publikums. Sie exzellierte ebenso in der Operette wie in der Posse. Im ersteren Genre erzielte sie in den Werken von Offenbach, Suppé, Millöcker, Strauß, Genée etc. rauschende Erfolge, aber auch als „Fanny“ in „Lokalsängerin und Postillon“, als „Leichte Person“, als „Therese Krones“ in „Nummer 28“, als „Leni“ („Drei Paar Schuhe“), „Nandl“ im „Versprechen hinterm Herd“ und wie all die guten österreichischen Possen von Kaiser, Bittner, Berg, Berla, Costa, Langer etc. hießen, in allen erschien sie, um zu siegen. Auch ihr Äußeres entsprach dem von ihr vertretenen feschen, spezifisch wienerischen Genre. Diese lustige, kecke, von tausend Teufeln regierte Lokalsoubrette erzielte sowohl in der alten wie auch in der neuen Welt stürmischen Beifall. 
Trotzdem sie Erfolge wie Wenige ihres Genres aufzuweisen hatte und in der Glanz- und Blütezeit (in den 1860er und 1870er Jahren) geradezu bejubelt wurde, so nahm sie doch, lange bevor dies das Abnehmen ihrer künstlerischen oder physischen Kräfte erheischt hätte, von dem berauschenden Bühnenleben Abschied und zog sich Mitte der 1880er Jahre, plötzlich theatermüde geworden, vom Bühnenleben zurück. Und dieser Prototyp des österreichischen Soubrettentums verlebte nicht etwa ihre Ruhejahre innerhalb der schwarzgelben Grenzpfähle, nein, diese „fesche Pepi“ ließ sich auf ihren Lorbeeren in Berlin nieder. Dort starb sie auch am 18. November 1892 in ihrer Wohnung in der Oranienburger Straße 50 in der Spandauer Vorstadt an Magenkrebs. Mit ihr verschied eine der bekanntesten und beliebtesten Soubretten ihrer Zeit.
Ihr Bruder war der Schauspieler Hans Pagay, ihre Schwägerin Sophie Pagay.